# Comuna Șibot, Alba
Șibot (în maghiară: Alkenyér, în germană: Unter-Brodsdorf) este o comună în județul Alba, Transilvania, România, formată din satele Balomiru de Câmp, Băcăinți, Sărăcsău și Șibot (reședința).

## Demografie
Componența etnică a comunei Șibot
     Români (87,57%)
     Romi (4,48%)
     Alte etnii (0,24%)
     Necunoscută (7,71%)
Componența confesională a comunei Șibot
     Ortodocși (86,62%)
     Martori ai lui Iehova (1,62%)
     Alte religii (3,33%)
     Necunoscută (8,43%)
Conform recensământului efectuat în 2021, populația comunei Șibot se ridică la 2.100 de locuitori, în scădere față de recensământul anterior din 2011, când fuseseră înregistrați 2.236 de locuitori. Majoritatea locuitorilor sunt români (87,57%), cu o minoritate de romi (4,48%), iar pentru 7,71% nu se cunoaște apartenența etnică. Din punct de vedere confesional, majoritatea locuitorilor sunt ortodocși (86,62%), cu o minoritate de martori ai lui Iehova (1,62%), iar pentru 8,43% nu se cunoaște apartenența confesională.

## Politică și administrație
Comuna Șibot este administrată de un primar și un consiliu local compus din 11 consilieri. Primarul, Marinela Oană[*], de la Partidul Național Liberal, este în funcție din octombrie 2020. Începând cu alegerile locale din 2024, consiliul local are următoarea componență pe partide politice:
|  | Partid                          | Consilieri | Componența Consiliului | Componența Consiliului | Componența Consiliului | Componența Consiliului |
|  | ------------------------------- | ---------- | ---------------------- | ---------------------- | ---------------------- | ---------------------- |
|  | Partidul Social Democrat        | 4          |                        |                        |                        |                        |
|  | Partidul Național Liberal       | 4          |                        |                        |                        |                        |
|  | Alianța pentru Unirea Românilor | 2          |                        |                        |                        |                        |
|  | Uniunea Salvați România         | 1          |                        |                        |                        |                        |

## Atracții turistice
- Biserica ortodoxă "Adormirea Maicii Domnului" din satul Șibot, construcție secolul al XVIII-lea
- Biserica ortodoxă "Sf. Ștefan" din satul Băcăinți, construită în anul 1744
- Biserica ortodoxă "Sf. Apostoli Petru și Pavel" din satul Balomiru de Câmp, construită în anul 1848
- Biserica ortodoxă "Adormirea Maicii Domnului" din Baromiru de Câmp, construcție secolul al XIX-lea
- Peștera "Casa Zmeilor" din Băcăinți
- Monument comemorativ "Paul Chinezu", satul Șibot

## Personalități născute aici
- Iosif Sîrbu (1925 - 1964), trăgător de tir.

## Imagini

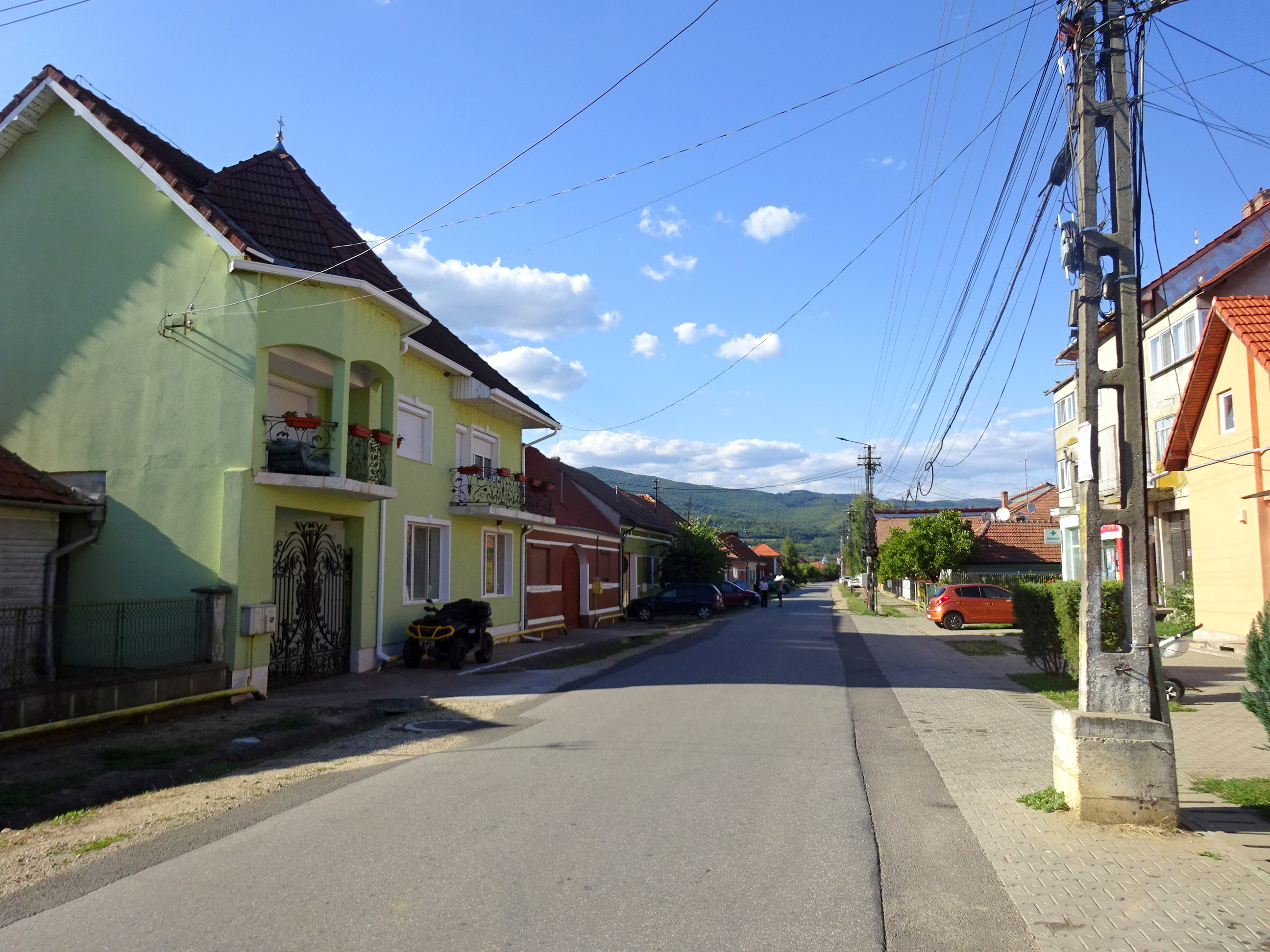
Șibot
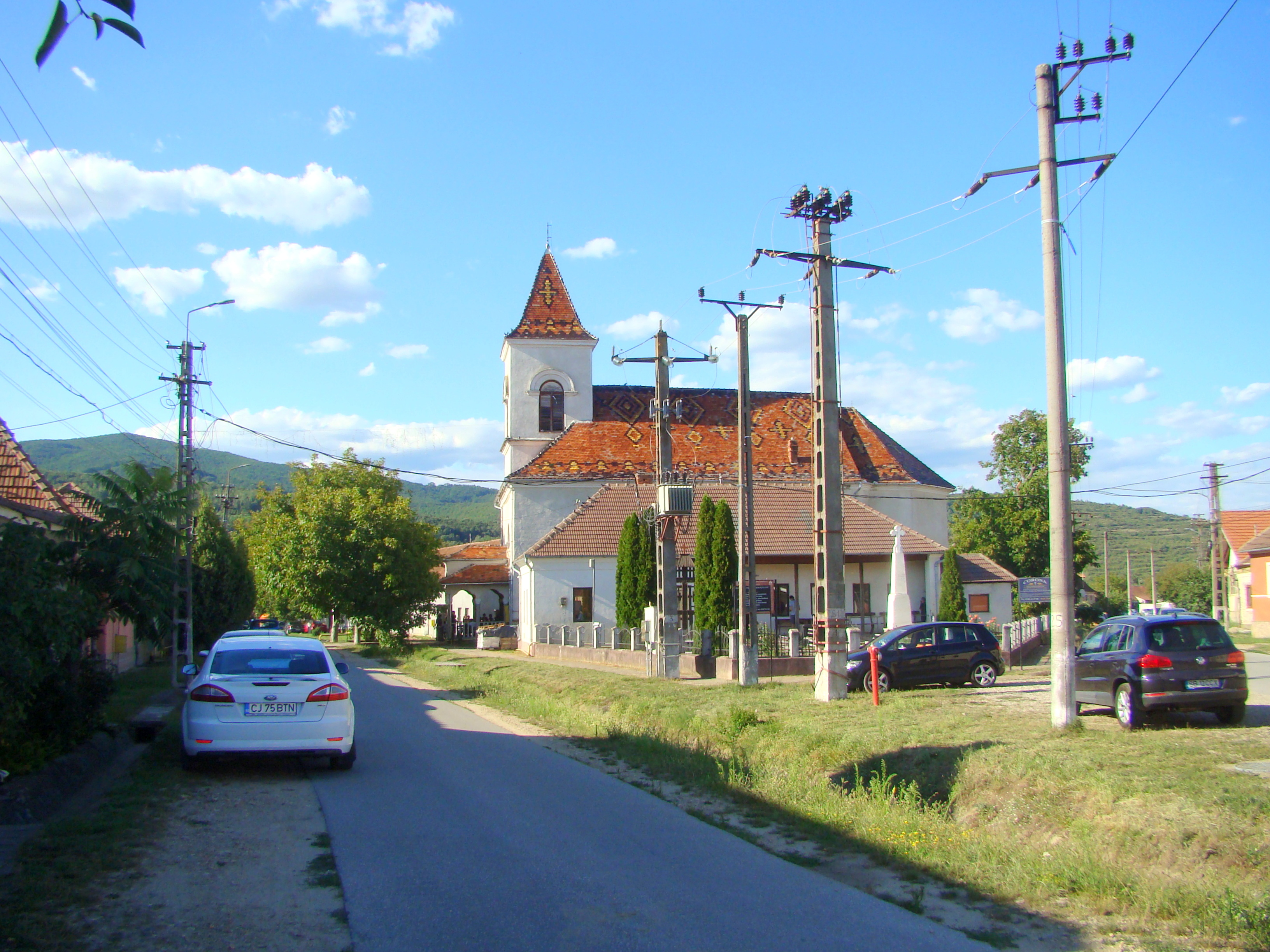
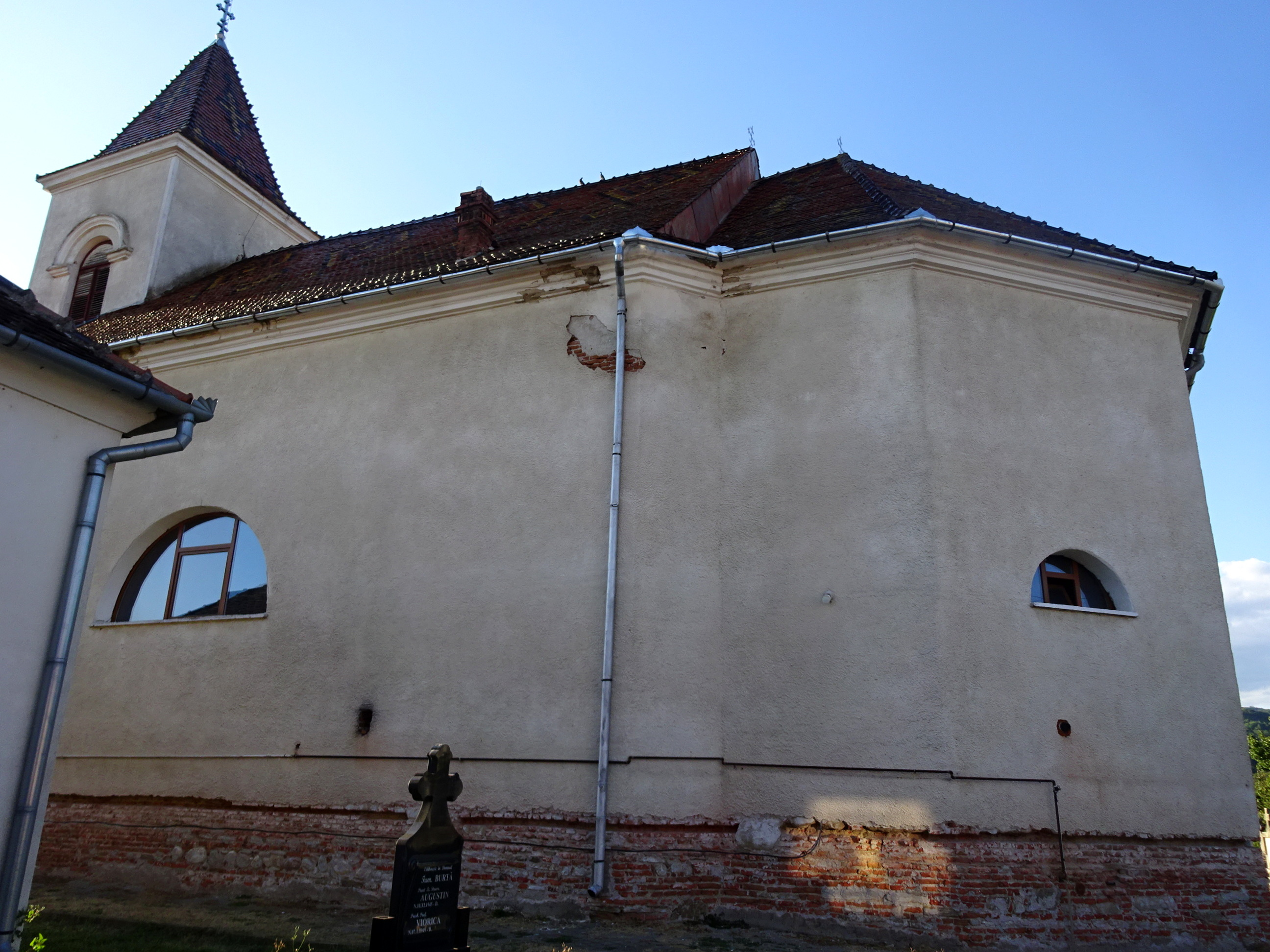
Biserica Adormirea Maicii Domnului din Șibot (monument istoric)
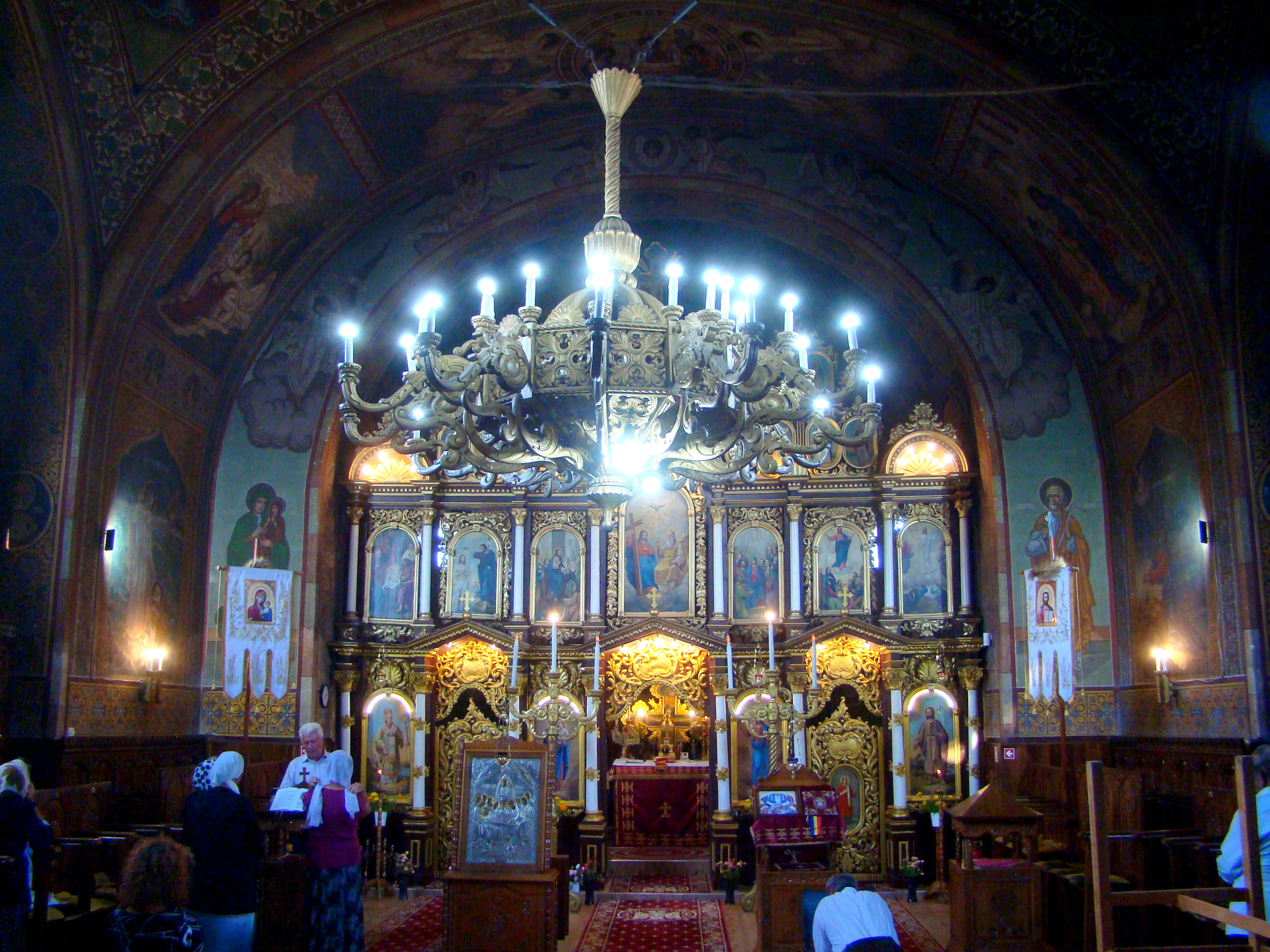
Biserica Adormirea Maicii Domnului din Șibot (monument istoric)
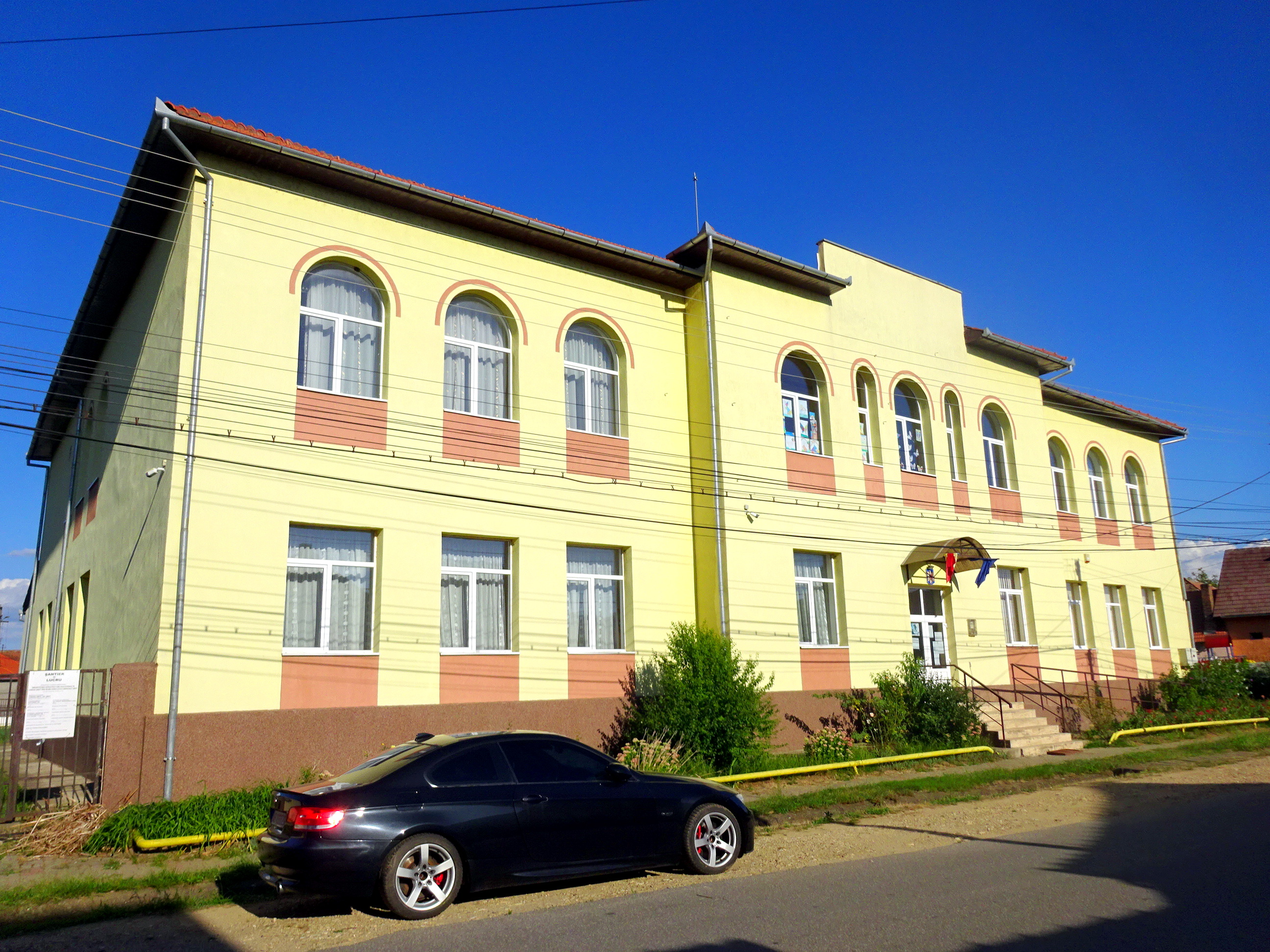
Școala
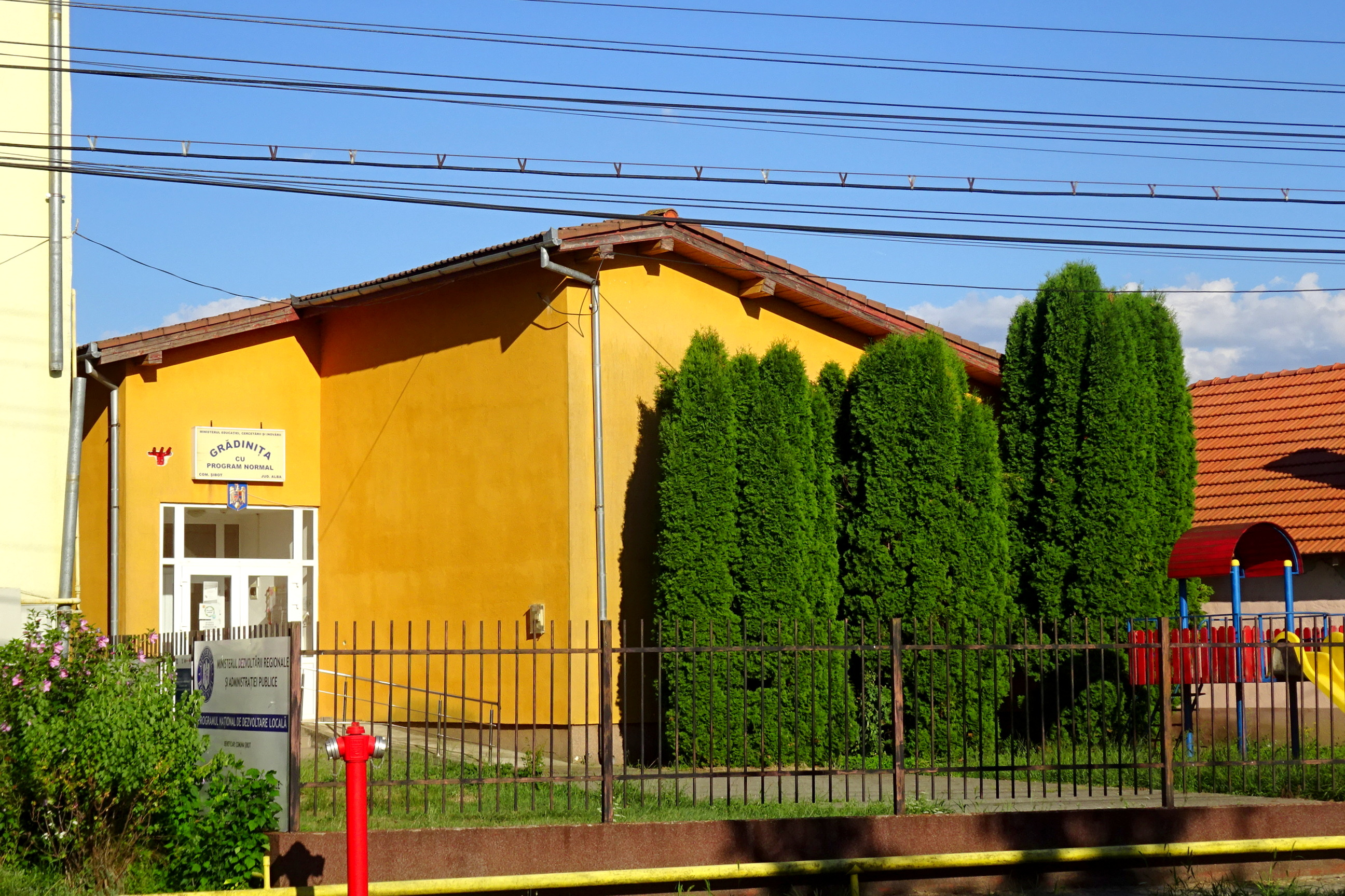
Grădinița
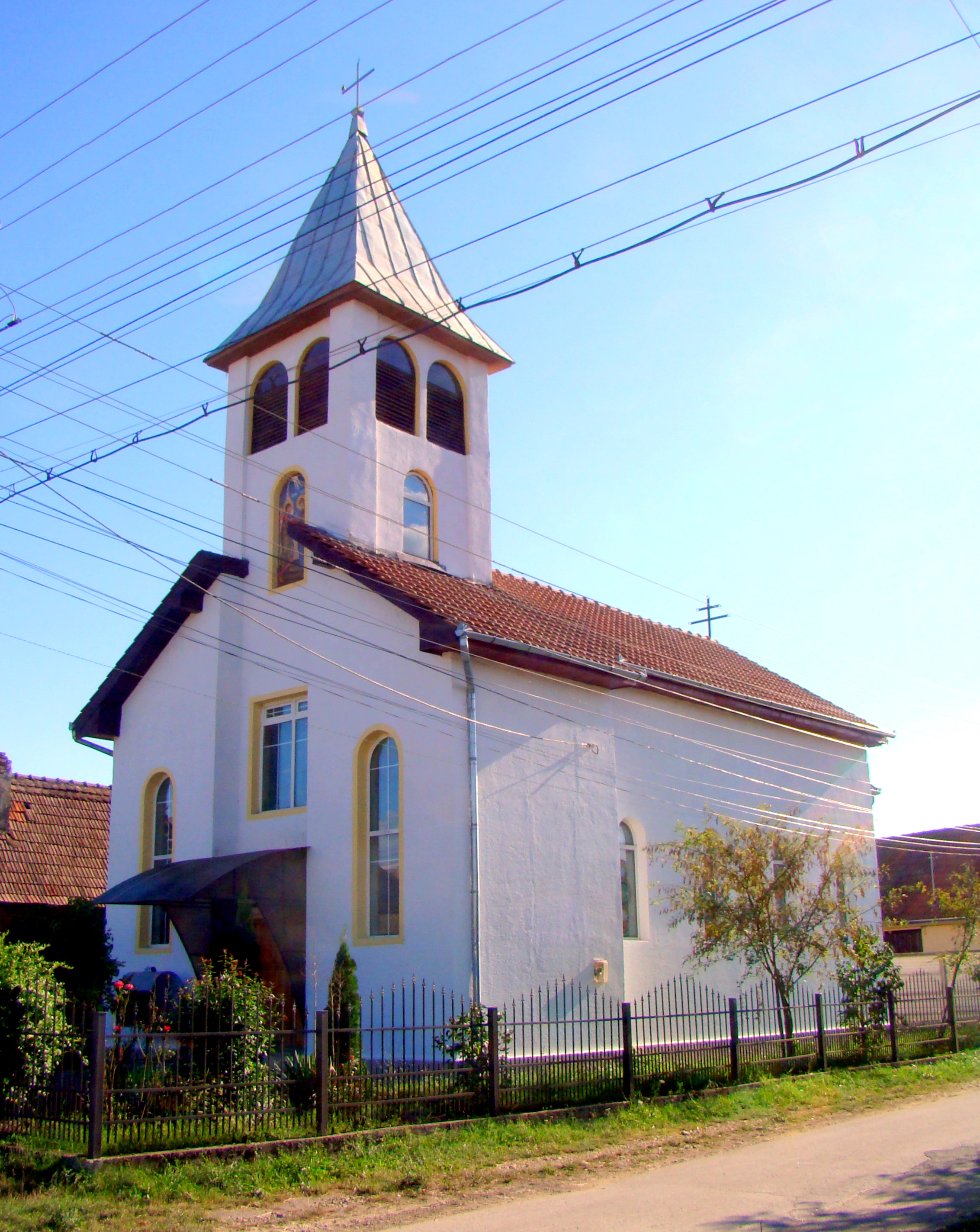
Biserica greco-catolică din Șibot
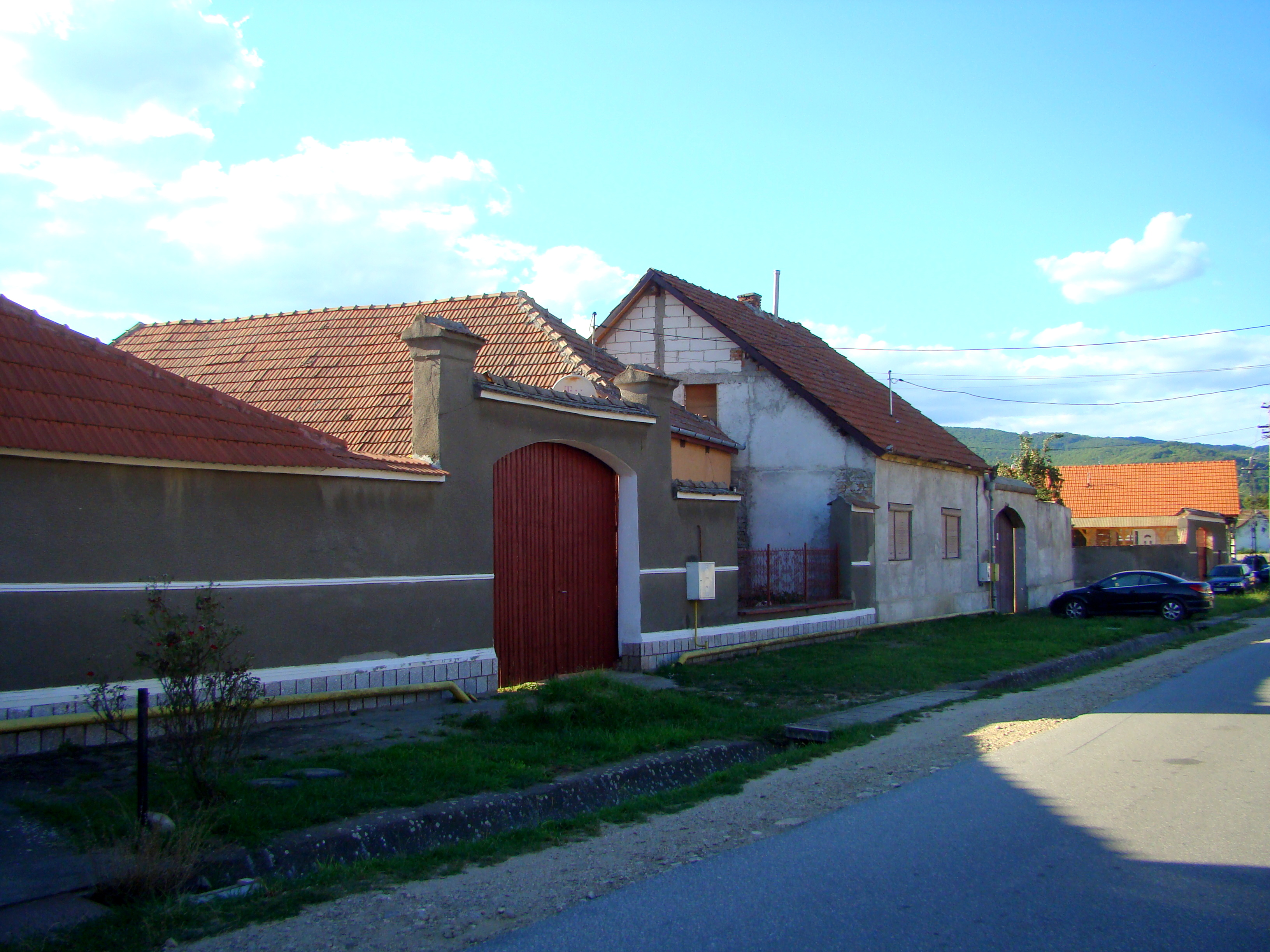
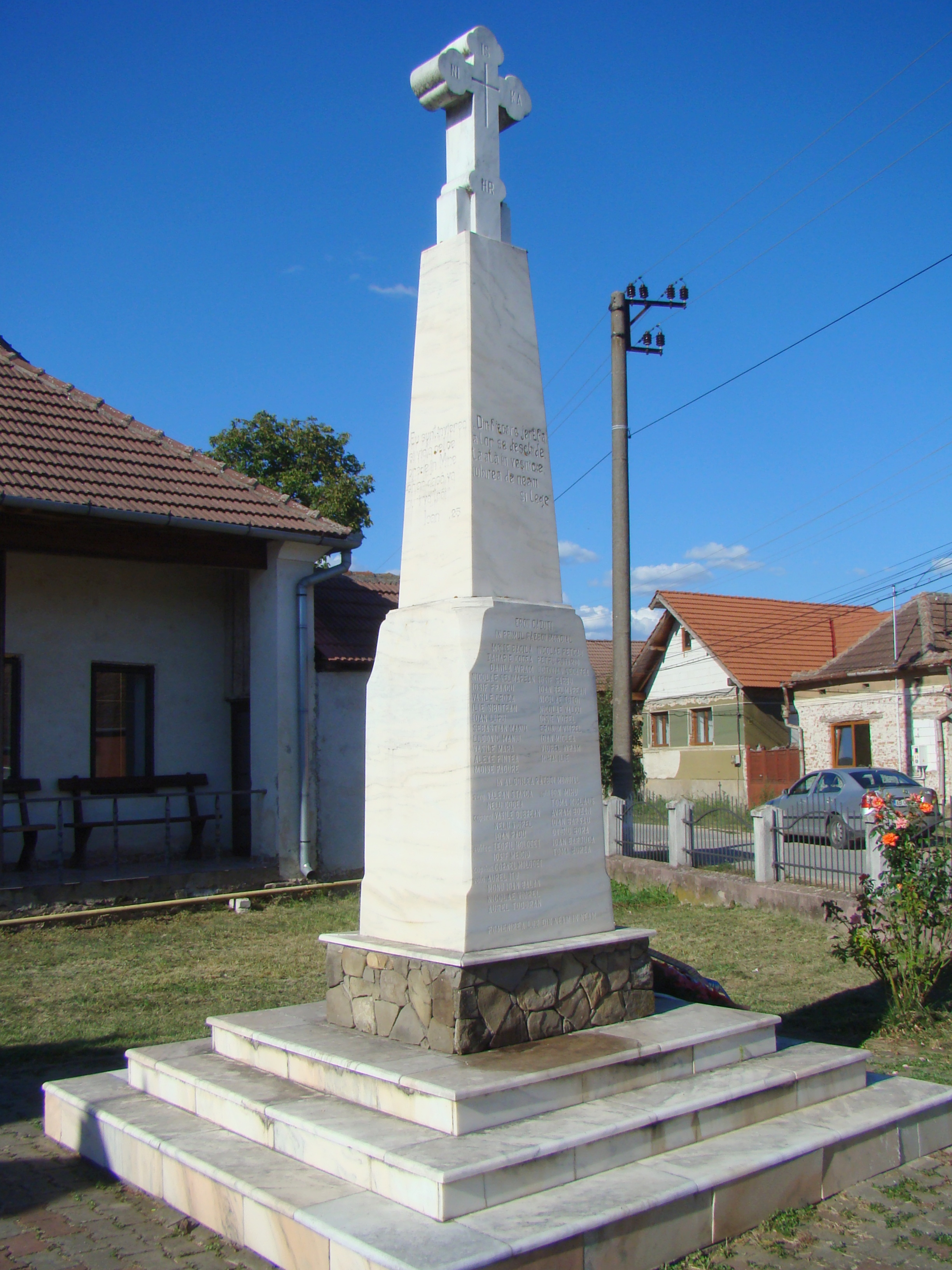
Monumentul eroilor din Șibot
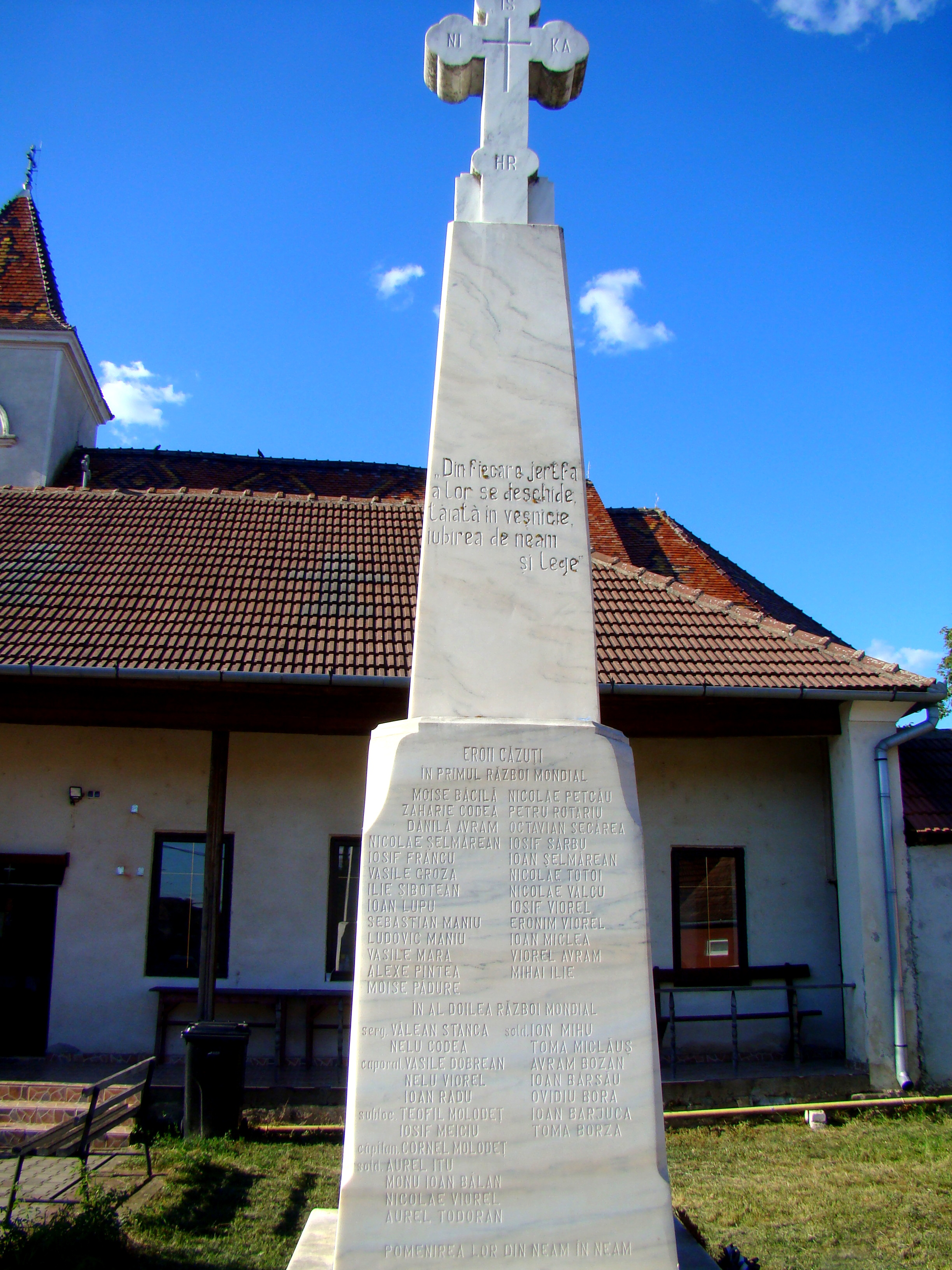
Monumentul eroilor din Șibot
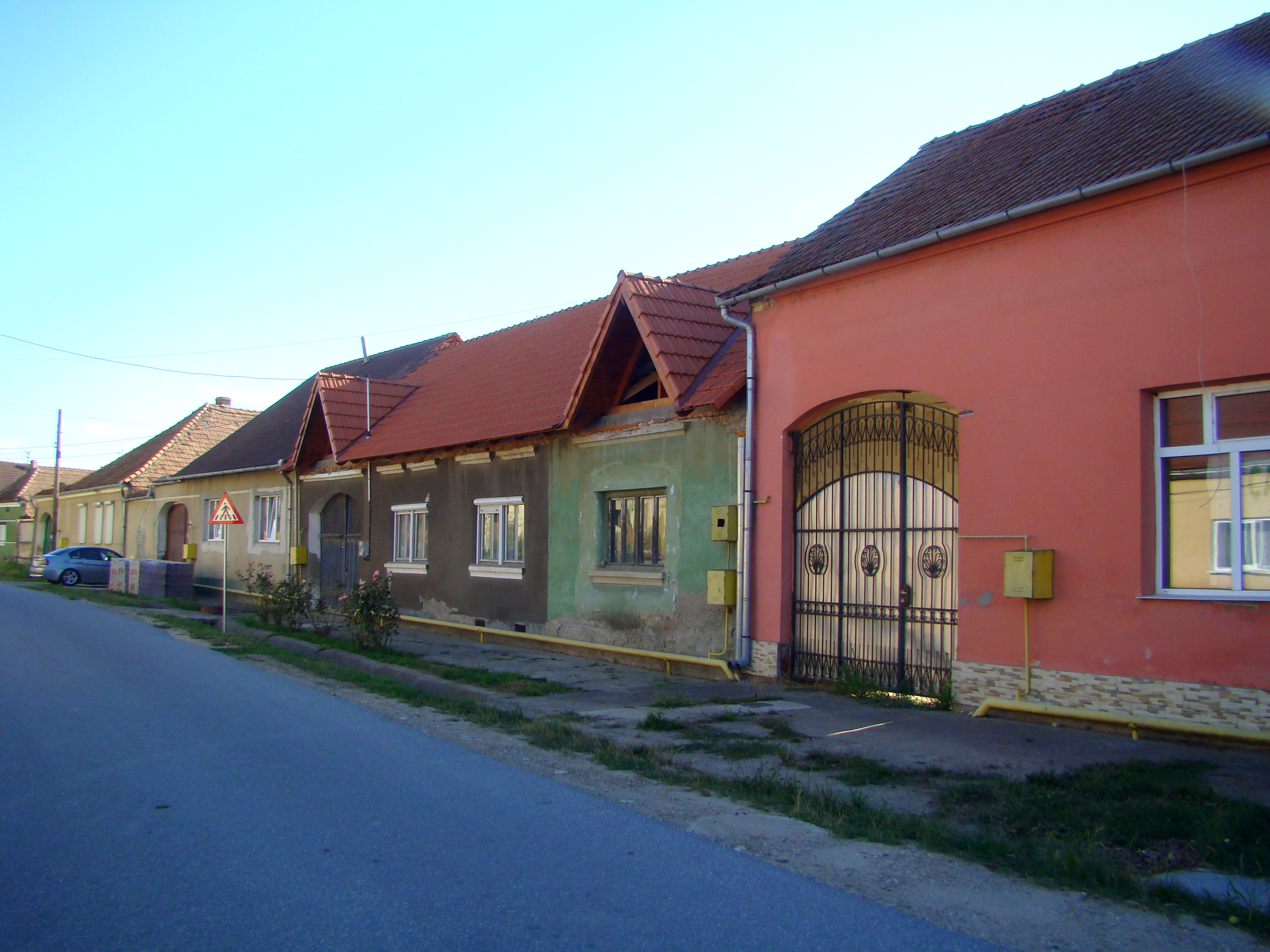
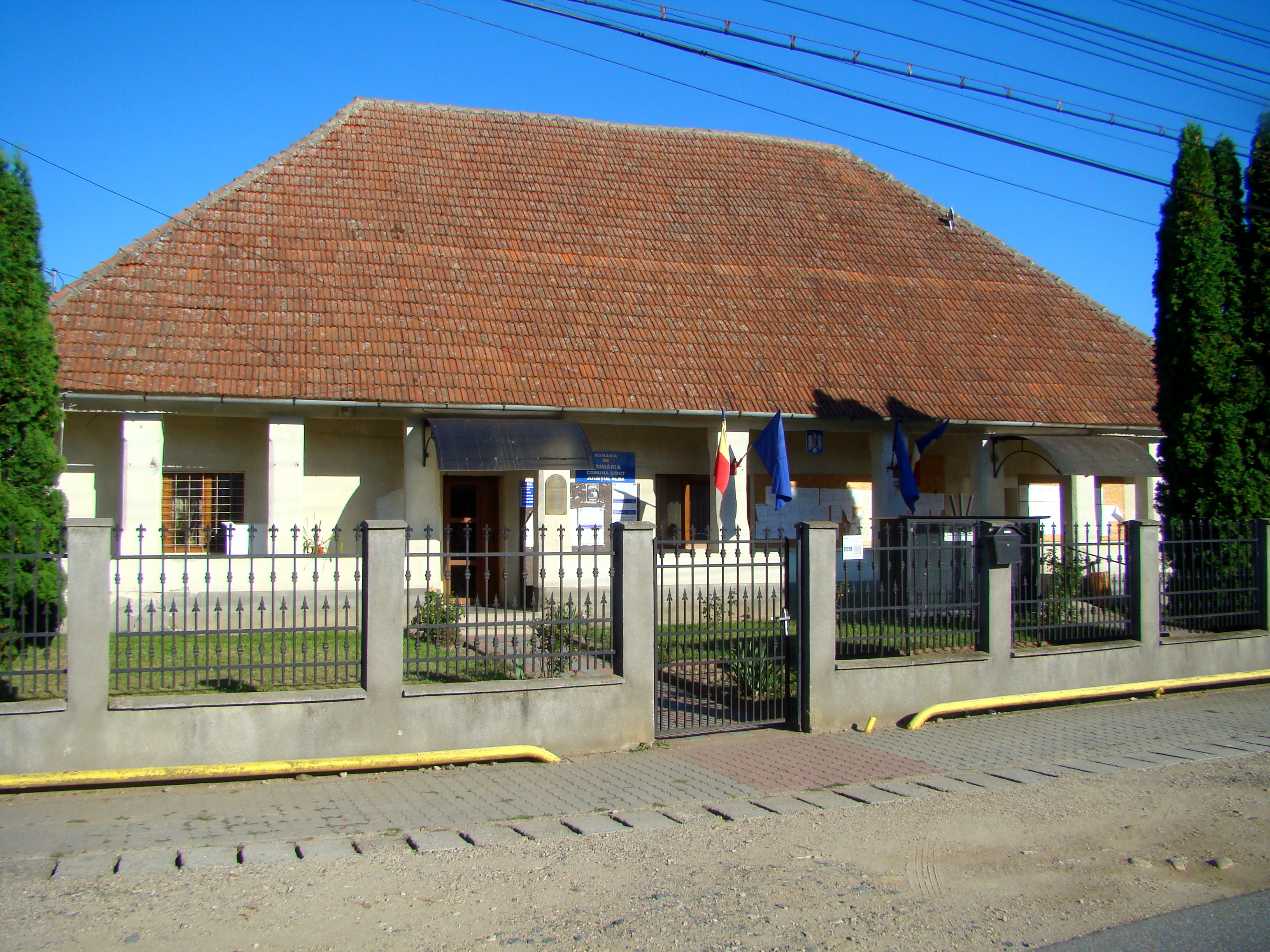
Primăria
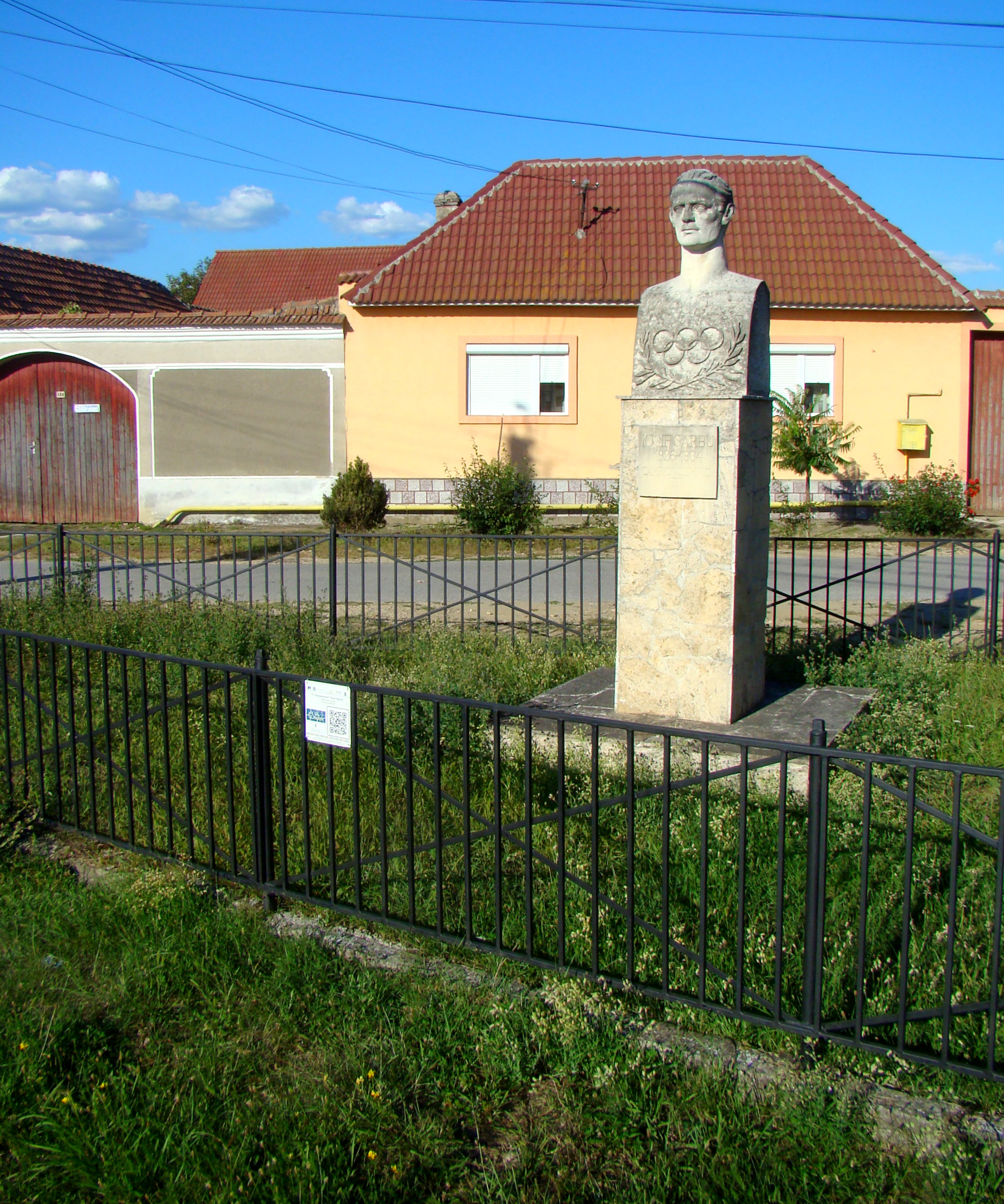
Bustul campionului olimpic Iosif Sîrbu
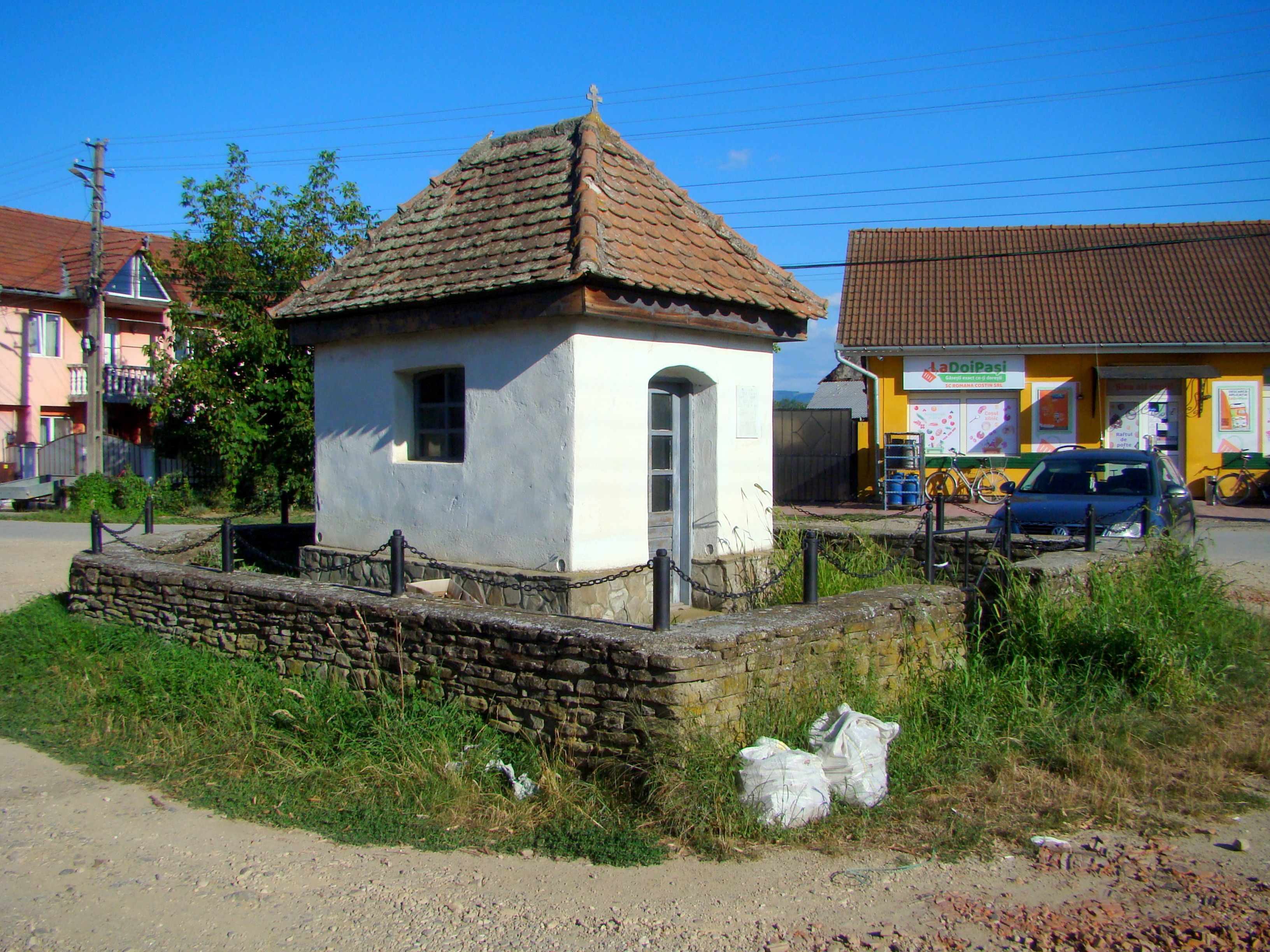
Capela-troiță din Șibot (monument istoric)
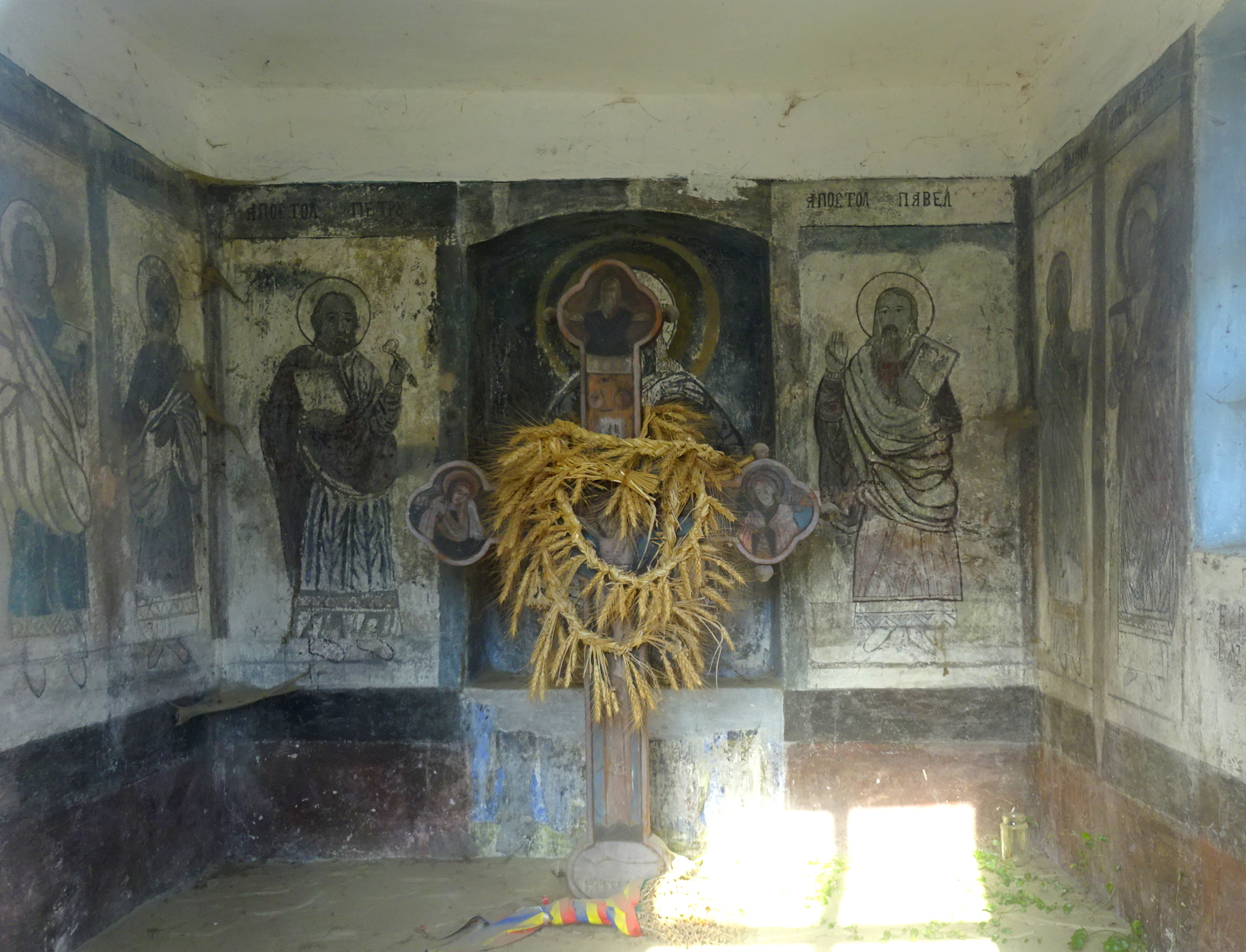
Capela-troiță din Șibot (monument istoric)
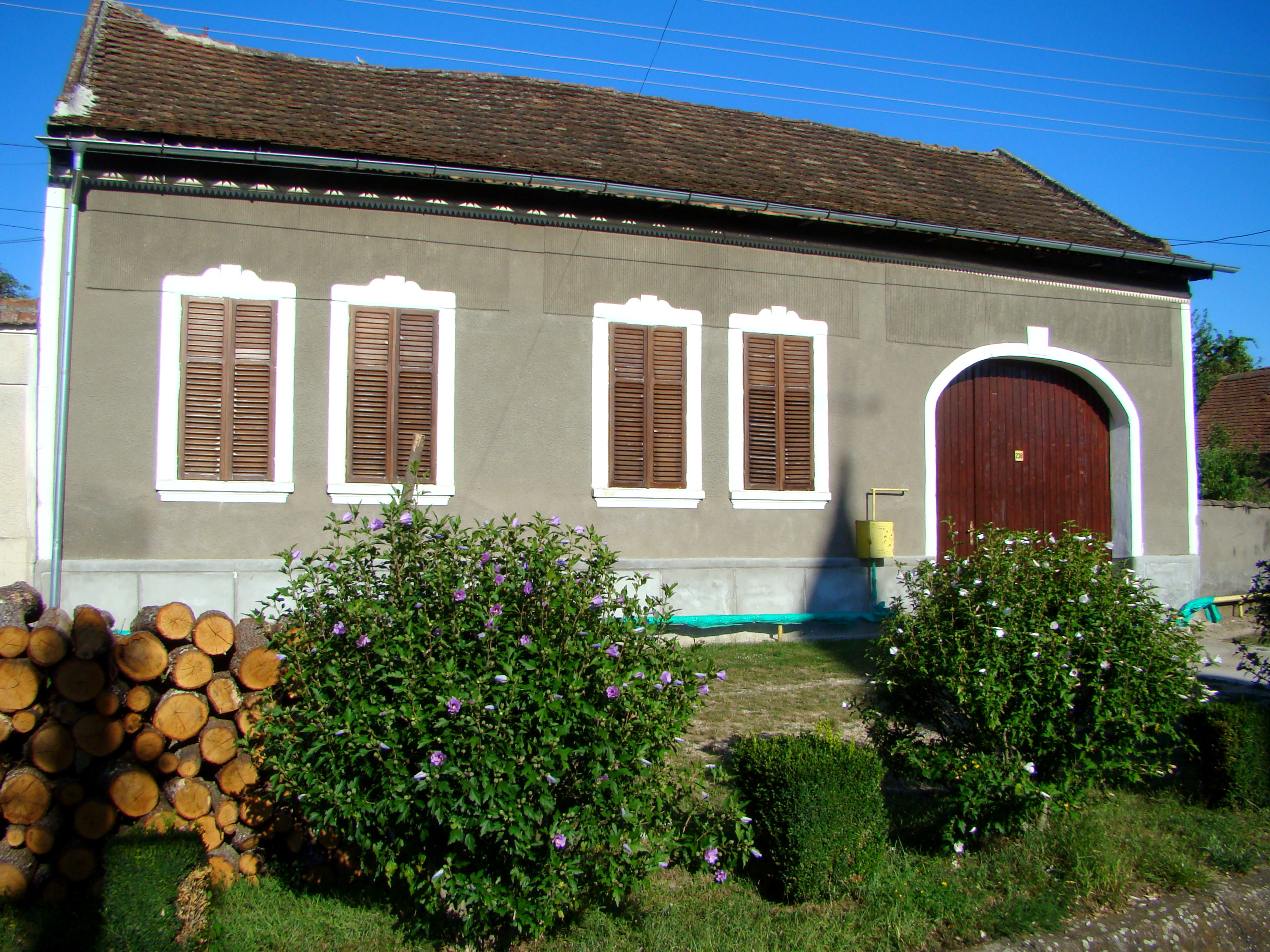
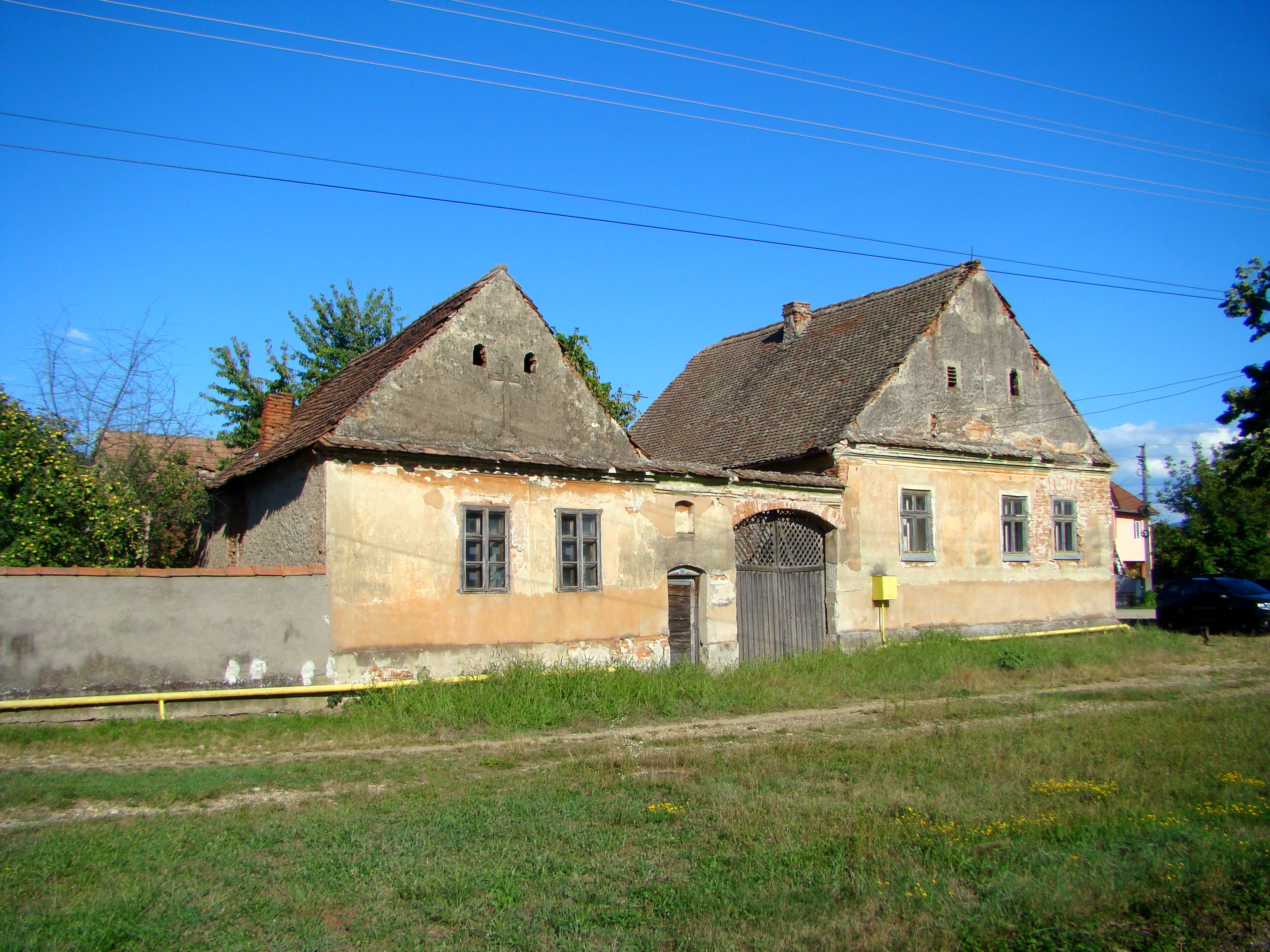
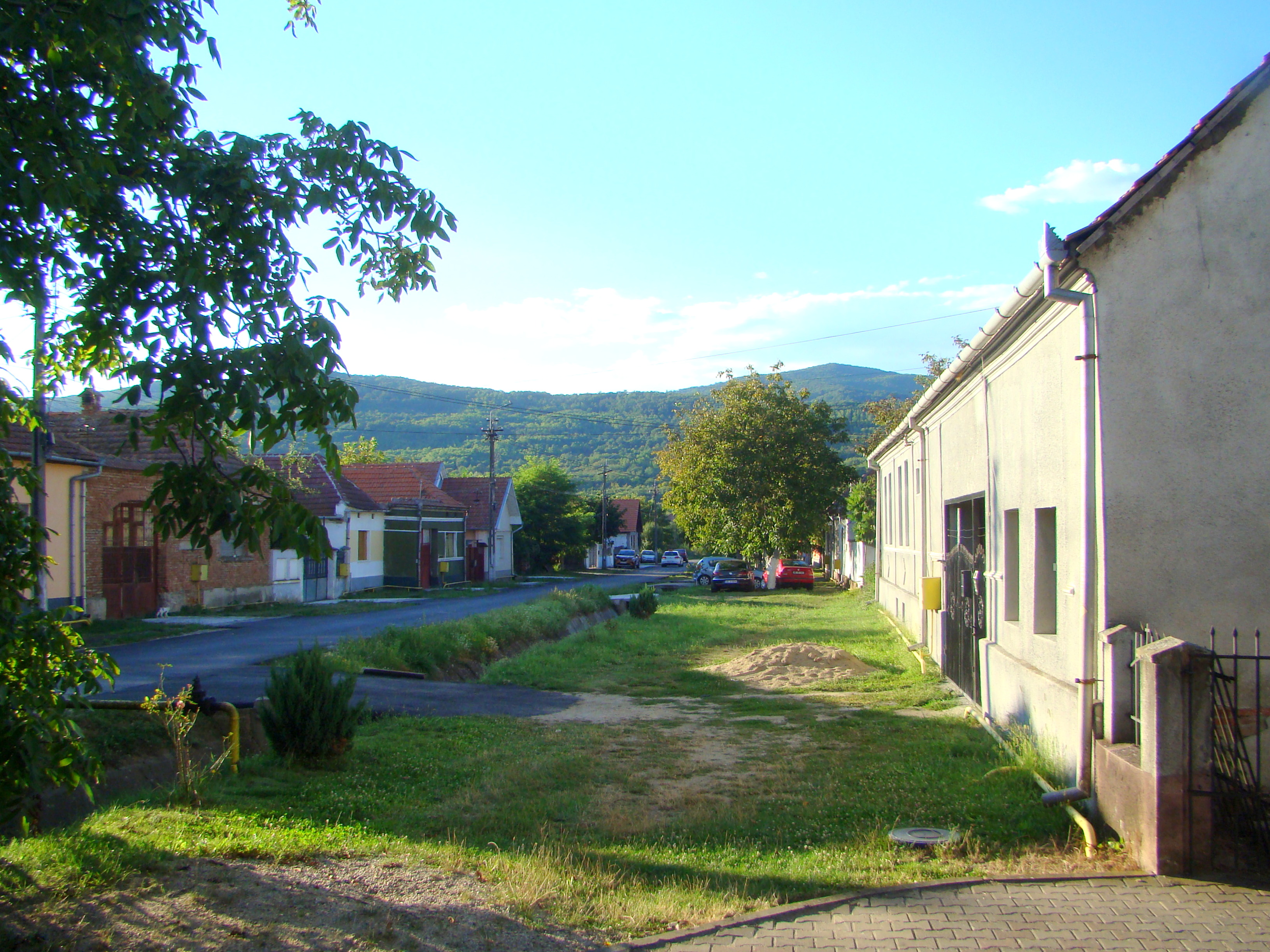
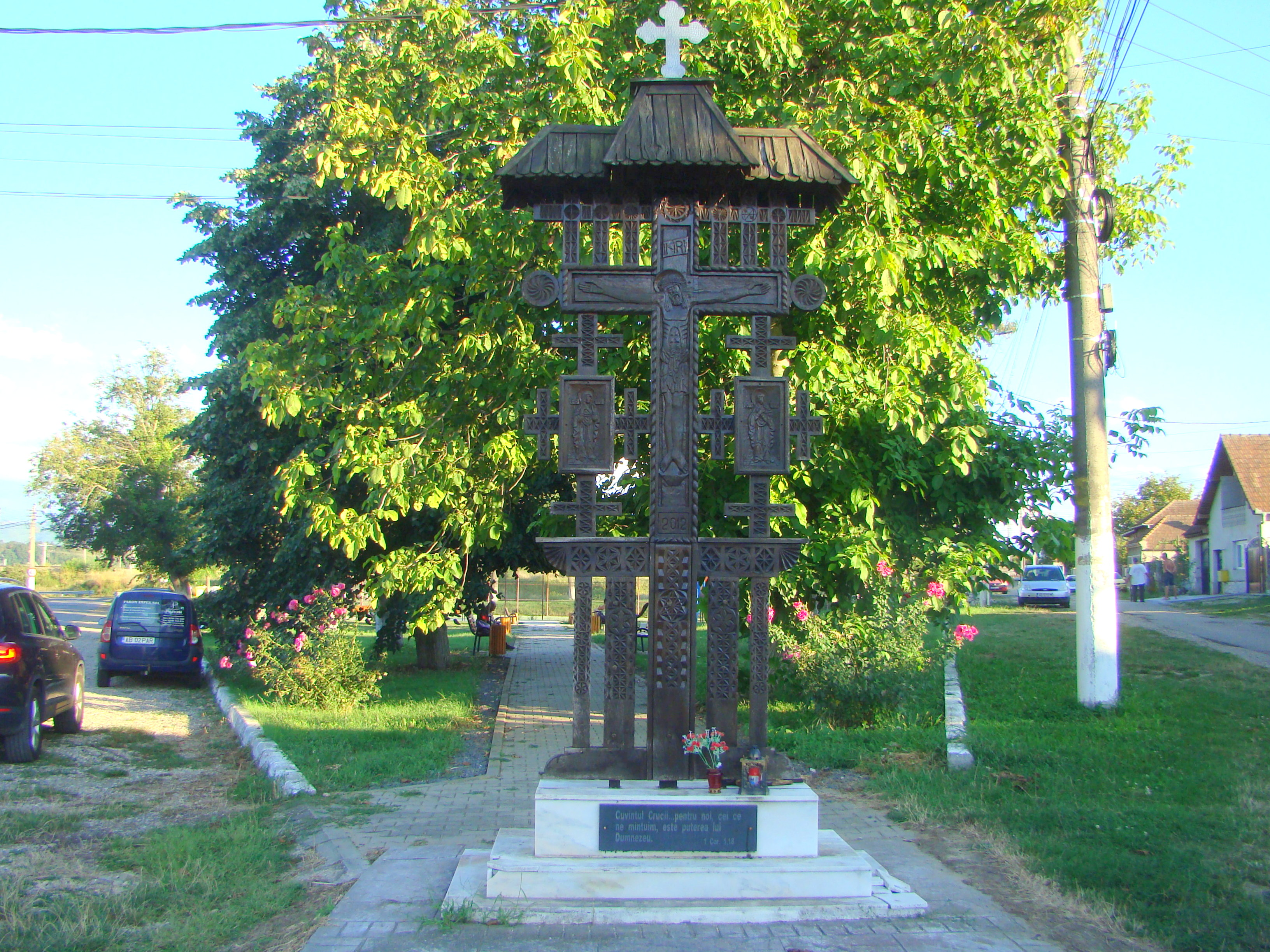
Troița
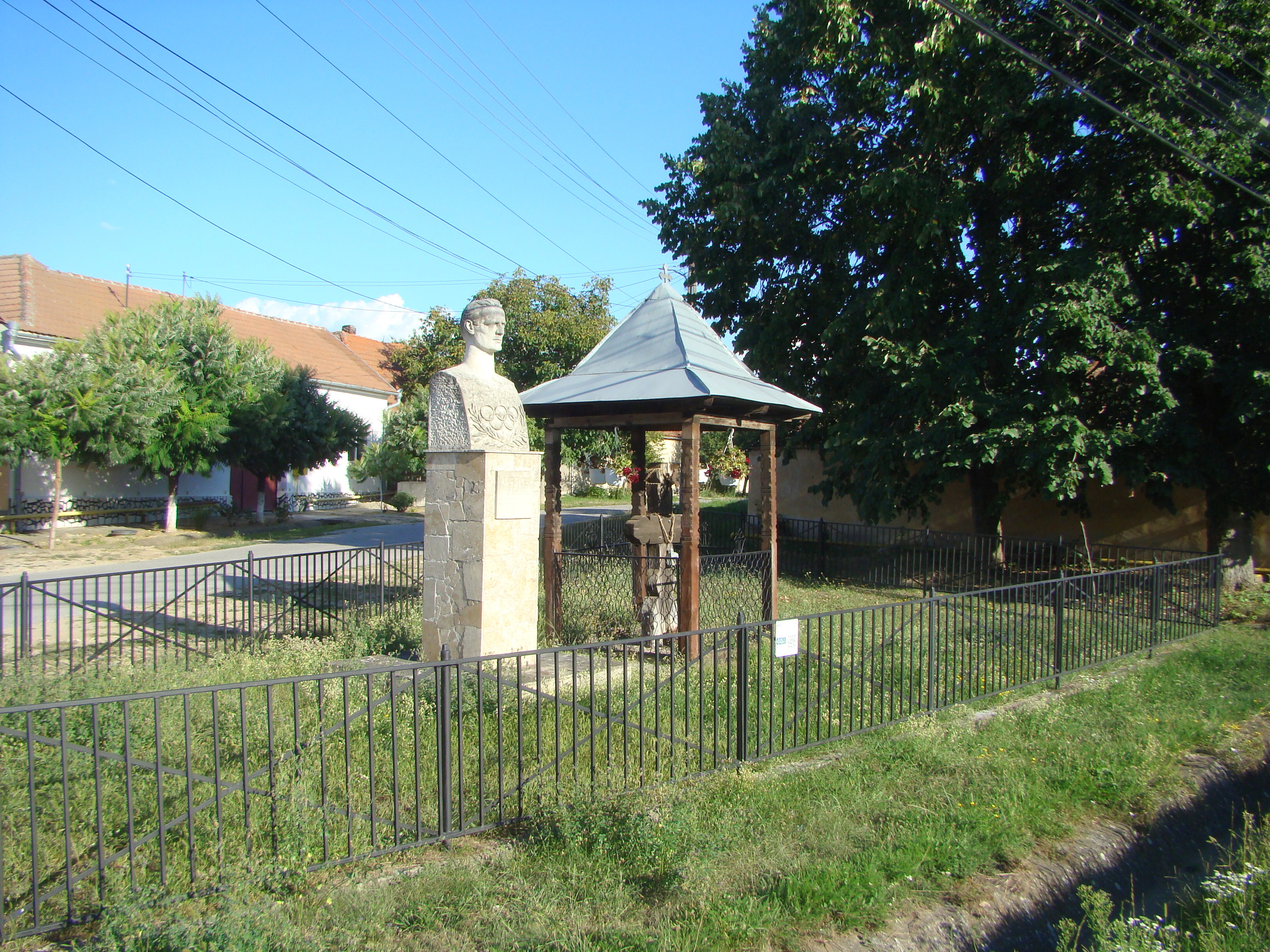
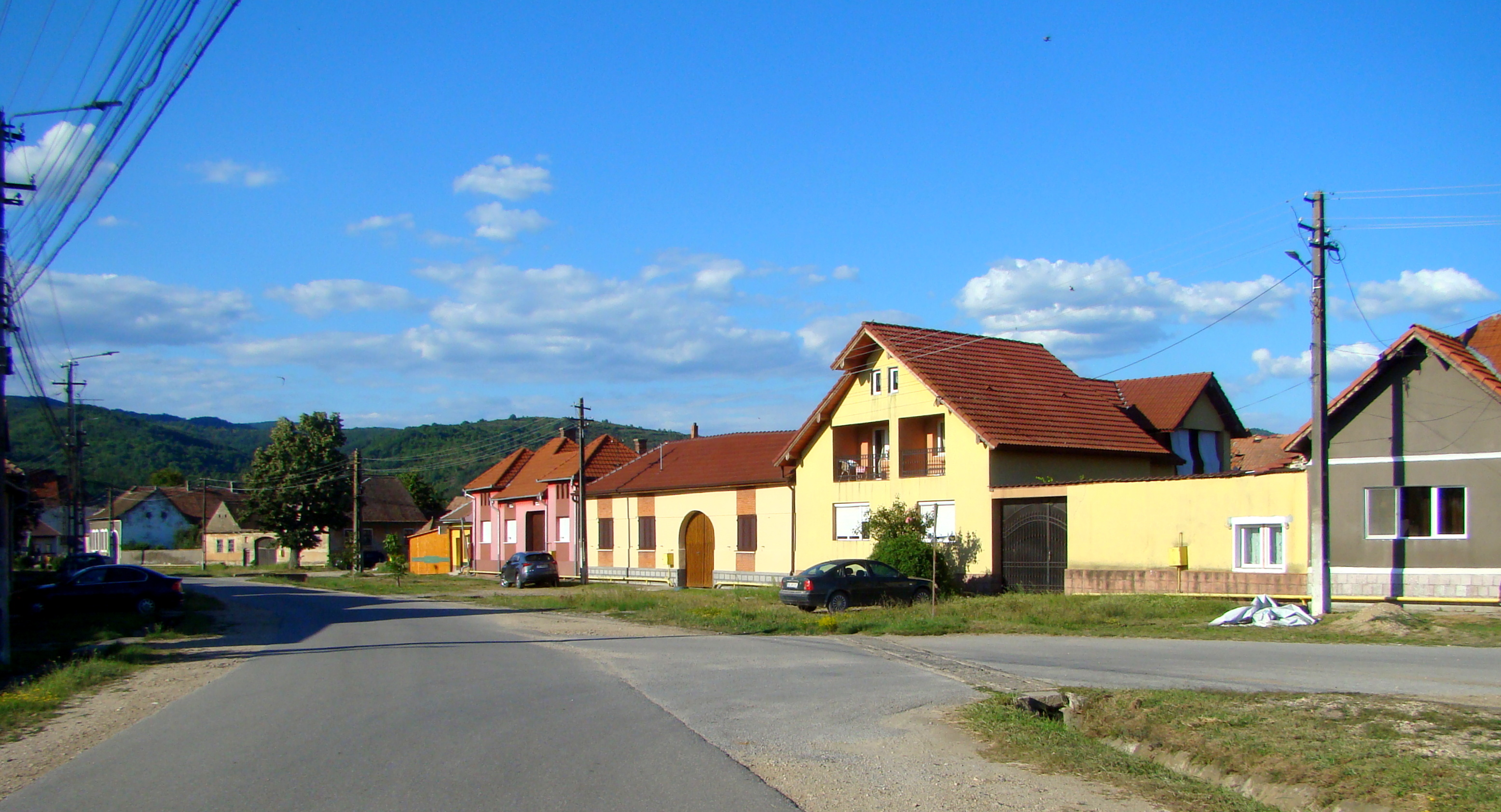
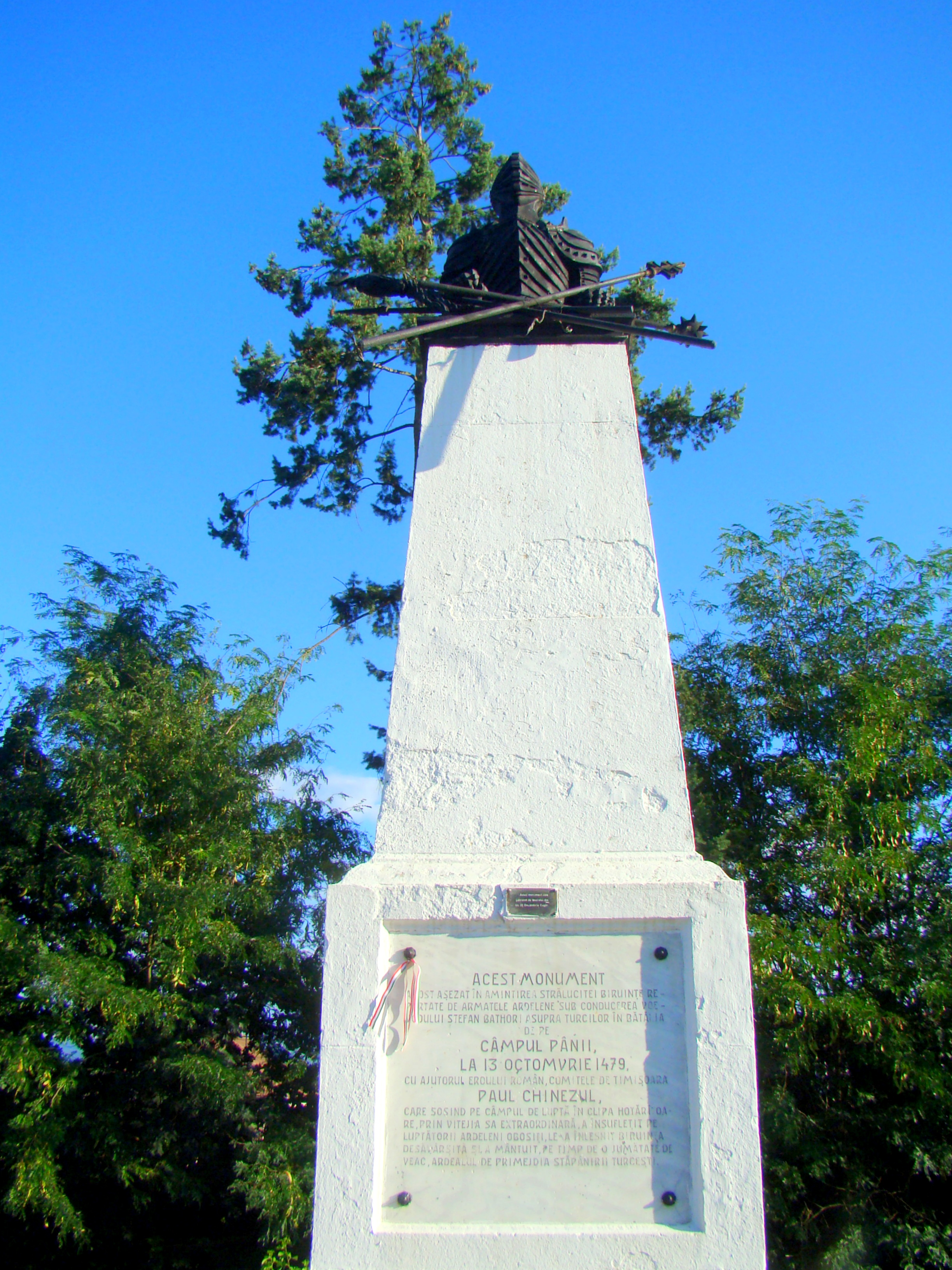
Monumentul lui Pavel Chinezu (monument istoric)
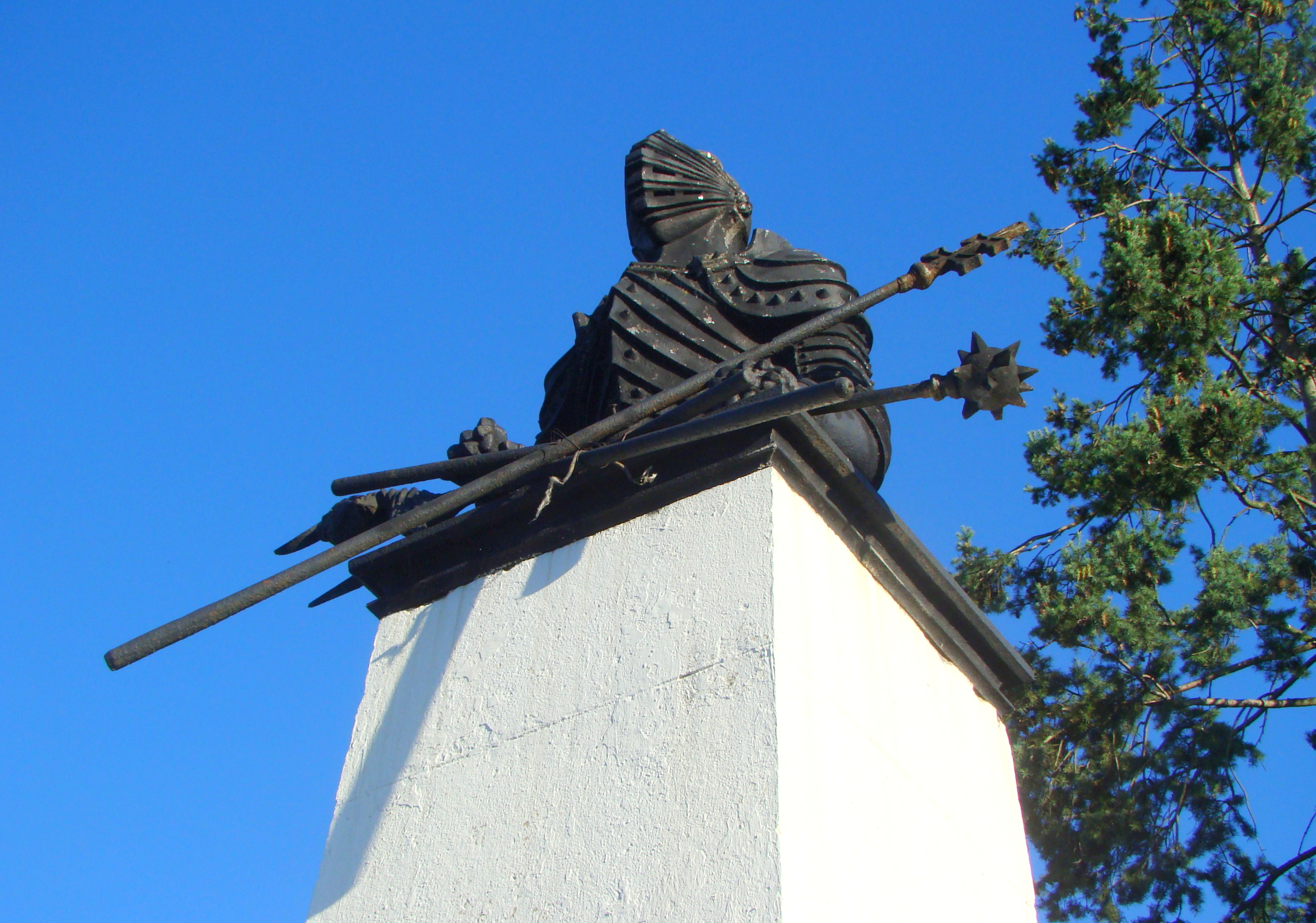
Monumentul lui Pavel Chinezu (monument istoric)
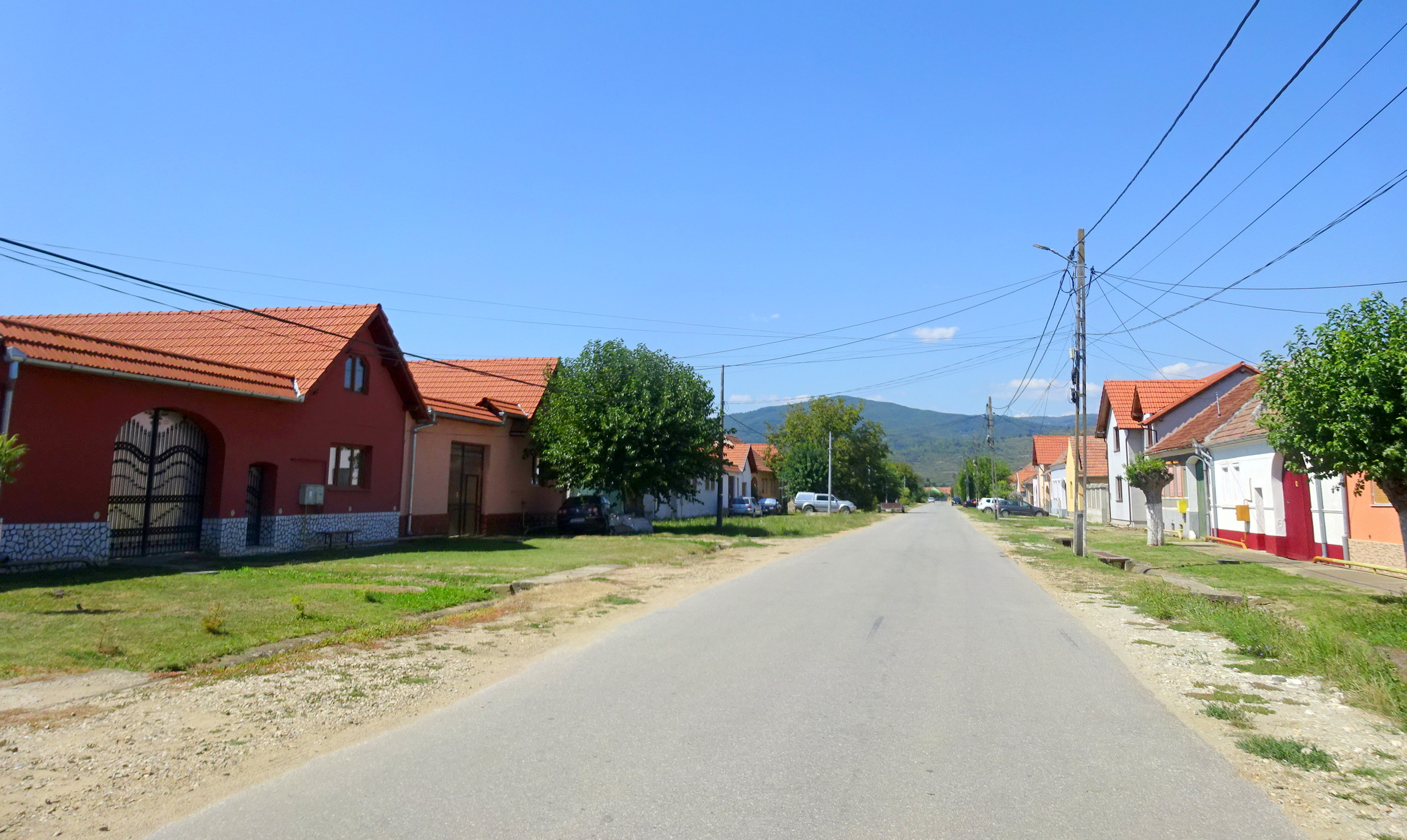
Balomiru de Câmp
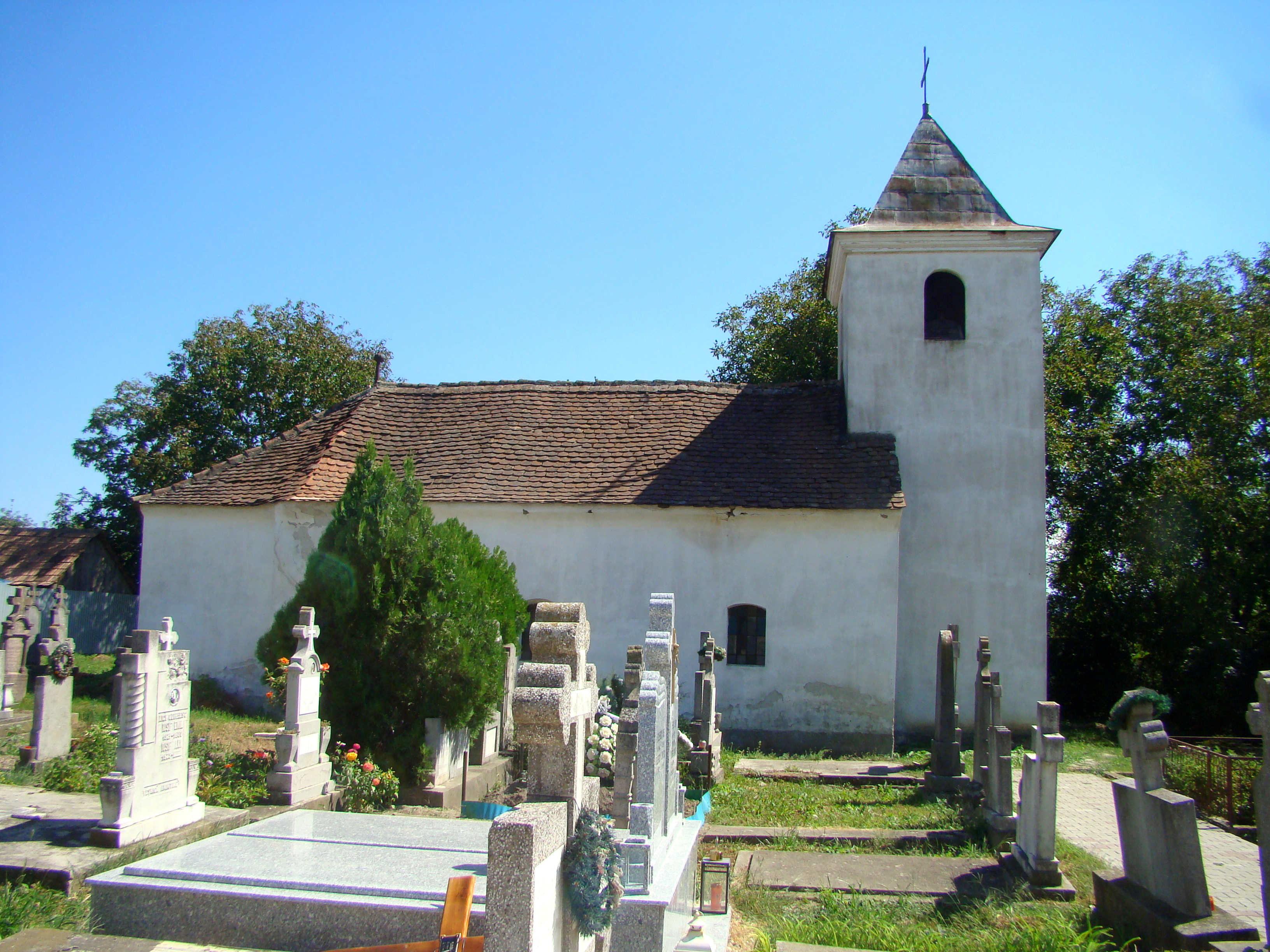
Biserica Sfinții Apostoli din Balomiru de Câmp (1848)
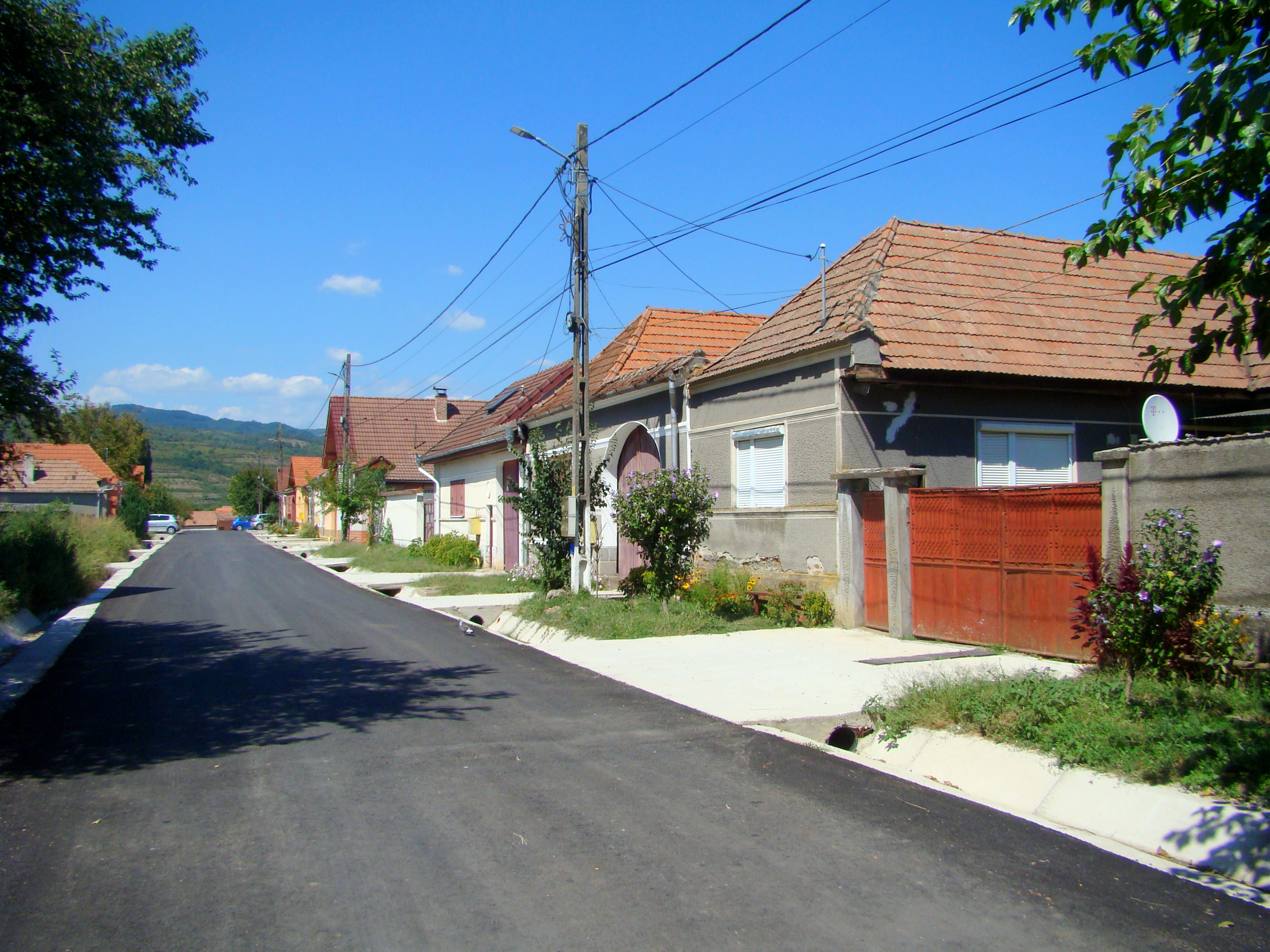
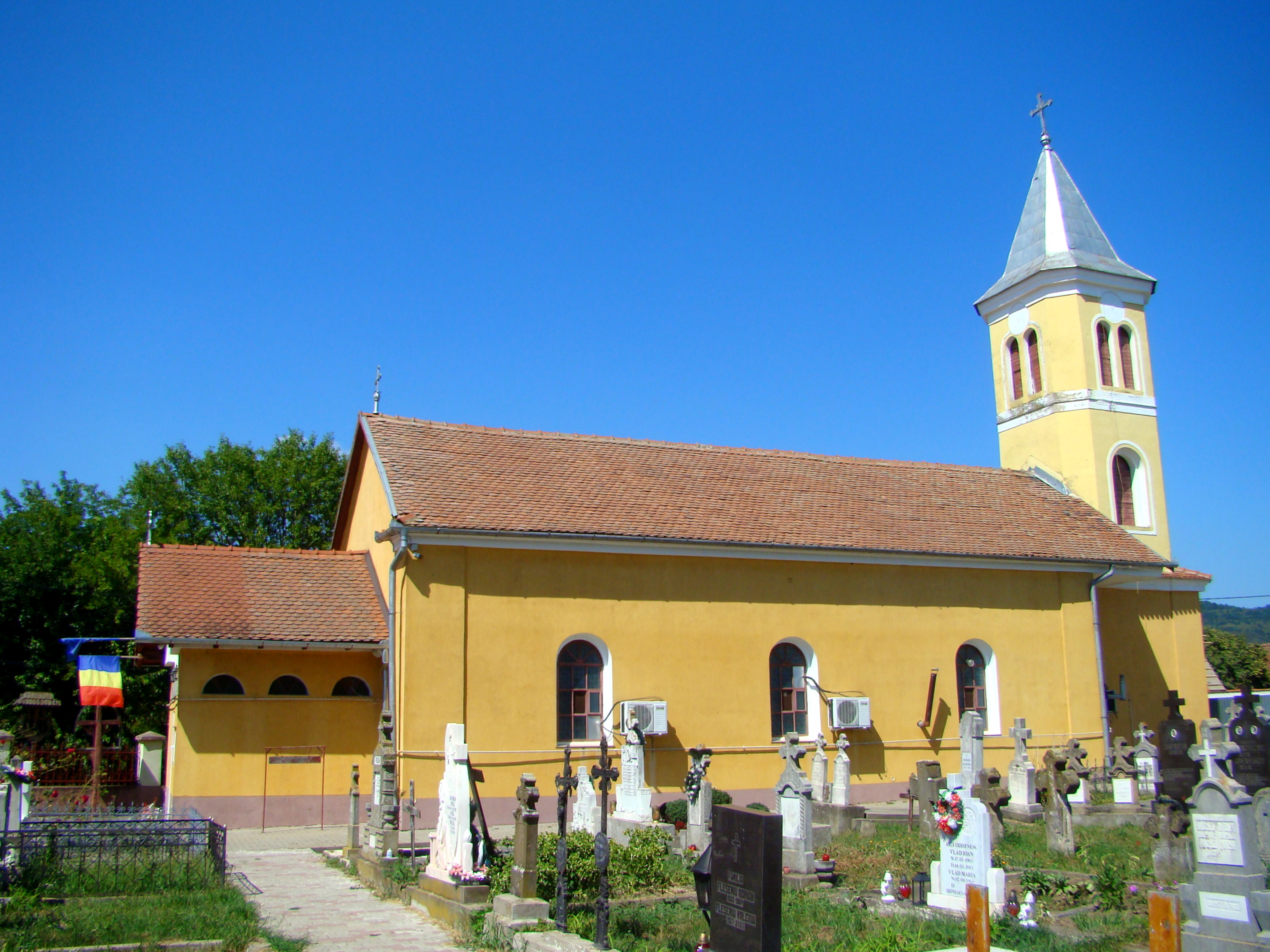
Biserica Adormirea Maicii Domnului din Balomiru de Câmp (prima jumătate a secolului al XIX-lea)